# Ajuntament i Escoles de Súria
Ajuntament i Escoles de Súria és una obra del municipi de Súria (Bages) protegida com a bé cultural d'interès local.

## Descripció
Es tracta d'un edifici situat en el barri central de la vila, ubicat en un gros solar de 3480 metros quadrats ocupant-ne l'edifici sols 382'70 (17'20m x 22'25 de fons). Presenta planta baixa i dos pisos amb un pati central d'il·luminació i ventilació on hi ha l'escala que permet accedir a la primera planta.
En la façana són apreciables els tres nivells degut als nombrosos vans; en la part superior hi ha un òcul. Les finestres i cornisa superior (arrodonida del mig) estan acabades amb rajola vidriada de color verd.
La coberta és de fusta i teules. El material emprat és el totxo.

## Història
L'obra fou promoguda pel batlle del moment Jaume Biadiu i Morera com que els locals que ocupava la Casa Consistorial eren necessaris per habitatge.
L'adjudicació de les obres a Jeroni Martorell sense el previ concurs fou motivat per la seva coneixença amb el secretari de l'ajuntament en Mario Arnal Duran.
L'edifici va néixer com a Casa Consistorial i Escoles públiques que eren dos cocos annexes a banda i banda del cos de l'ajuntament. Dels dos annexes avui en dia un ja no existeix i l'altra ni tan sols s'arribà a construir.